# Grace Abbott

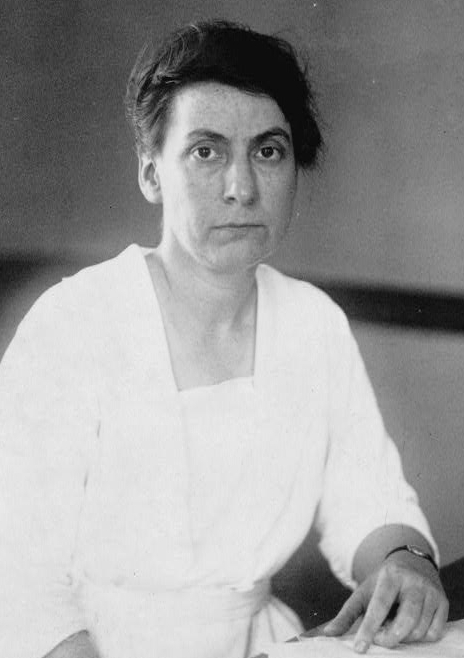
Grace Abbott (1929)

Grace Abbott (* 17. November 1878 in Grand Island, Nebraska; † 19. Juni 1939 in Chicago, Illinois) war eine US-amerikanische Sozialreformerin, Kinderrechtlerin und Hochschullehrerin.

## Biografie
Nach dem Besuch des Grand Island College war die Tochter eines Regierungsbeamten von 1899 bis 1907 Lehrerin an der Grand Island High School. Während dieser Zeit absolvierte sie ein Hochschulstudium an der University of Nebraska 1902 und an der University of Chicago 1904. 1907 zog sie nach Chicago  und ein Jahr später mit ihrer älteren Schwester Edith in die von Jane Addams in den 1880er Jahren gegründete Wohlfahrtseinrichtung Hull House. Beide Schwestern waren überzeugt davon, dass nicht nur die erniedrigenden Armengesetze abgeschafft werden müssten, sondern die Armut selbst. 1909 erwarb sie einen Philosophiae Doctor (Ph.D.) im Fach Politikwissenschaft an der University of Chicago.
Von 1910 bis 1917 war sie Direktorin der neugegründeten Immigrants' Protective League (IPL), die sie mit Sophonisba Breckinridge und anderen organisierte. Während der Arbeit mit der Liga engagierte sie sich für den Ausbau von Arbeitsschutzgesetzen für Einwanderer, Frauen und Kinder (Protective legislation), führte Untersuchungen über die Zustände auf Ellis Island durch und trat vor dem Kongress gegen Einwanderungsbeschränkungen ein. In einer Reihe von wöchentlichen Zeitungsartikeln (Within the City’s Gates, 1909–10) in der Chicago Evening Post attackierte sie die Ausbeutung von Einwanderern. 1917 veröffentlichte sie das Buch The Immigrant and the Community. Von 1910 bis 1917 war sie auch Dozentin an der Fakultät Chicago School of Civics and Philanthropy, die später als Graduate School of Social Service Administration in die University of Chicago eingegliedert wurde.
1917 ernannte US-Präsident Woodrow Wilson sie zur Leiterin der Abteilung gegen Kinderarbeit im US-Kinderbüro. In ihren Aufgabenbereich fiel die Anwendung des Keating-Owen Acts von 1916, das erste Bundesgesetz, mit dem die Kinderarbeit eingedämmt werden sollte. Das Gesetz wurde 1918 für verfassungswidrig erklärt, Abbott sorgte aber für eine Fortsetzung seines Prinzips, indem sie in alle Verträge zwischen der Bundesregierung und der Industrie, bei denen die Herstellung von Kriegsgütern eine Rolle spielte, Klauseln gegen Kinderarbeit hinzufügen ließ. Im Oktober 1919 kehrte Abbott nach Illinois als Direktorin der neuen Einwandererkommission des Staates (Illinois State Immigrants’ Commission) zurück.
Nachdem 1921 der Kommission die Zuwendungen gestrichen wurden, wurde sie im August von US-Präsident Warren G. Harding zur Leiterin des Kinderbüros im Arbeitsministerium der Vereinigten Staaten ernannt. Während der ersten Jahre bestand ihre Hauptaufgabe in der Anwendung des Sheppard-Towner Act von 1921, der den einzelnen Bundesstaaten Bundesmittel für die medizinische Versorgung von Müttern und Kindern zusicherte. Das Hilfsprogramm wurde 1929 vom Kongress für beendet erklärt. Nachdem 1922 auch ein zweites Bundesgesetz gegen Kinderarbeit für verfassungswidrig erklärt worden war, kämpfte Abbott dafür, die öffentliche Zustimmung für eine Verfassungsänderung gegen Kinderarbeit zu gewinnen. Obwohl solch eine Verfassungsänderung 1924 den Bundesstaaten vorgelegt wurde, kam es nie zu einer Ratifizierung. Von 1922 bis 1934 war Abbott darüber hinaus eine inoffizielle Vertreterin für die USA bei der Völkerbundskommission gegen Frauen- und Kinderhandel.
1934 schied Abbott aus dem Amt des Kinderbüros aus und nahm einen Ruf auf eine Professur für öffentliche Wohlfahrt an der University of Chicago an, wo ihre Schwester Edith mittlerweile Dekanin war. Sie übte diese Lehrtätigkeit bis zu ihrem Tod durch ein multiples Myelom aus. US-Präsident Franklin D. Roosevelt berief sie außerdem in den Beraterstab zur Ausarbeitung des Social Security Act von 1935. Von 1935 bis 1937 war sie Abgesandte bei der Internationalen Arbeitsorganisation (ILO). Von 1934 bis 1939 war sie Herausgeberin des Social Service Review und 1938 veröffentlichte sie ihr zweibändiges Werk The Child and the State. Ihr letztes Buch From relief to social security erschien posthum 1941.

## Schriften (Auswahl)
- The immigrant and the community. The Century co, New York 1917.
- Ten years' work for children. Govt. print. off., Washington 1923.
- The child and the state. The University of Chicago press, Chicago 1938.
- From relief to social security. The development of the new public welfare servies and their administration. The University of Chicago Press, Chicago 1941.

## Hintergrundliteratur
- Wallace Kirkland: The Many Faces of the Hull House, Chicago: University of Illinois Press, 1989.
- Patricia Madoo Lengermann, Jill Niebrugge-Brantley: The Women Founders: Sociology and Social Theory 1830–1930, McGraw-Hill Companies Inc., 1998